# Akademie science fiction, fantasy a hororu
Akademie science fiction, fantasy a hororu (zkráceně Akademie SFFH či ASFFH) je české nezávislé sdružení odborníků na fantastický žánr založené roku 1995. Její hlavní činností má být hodnocení děl science fiction, fantasy či hororu vydaných na českém a slovenském trhu.

## Zrod Akademie
V časopise Interkom 5/1995, vydávaném organizací Československý fandom uveřejnili Z. Rampas a Jaroslav Olša, jr. výzvu k založení Akademie i kvalitativním reformám dříve udělovaných literárních cen.

## Členství
Členem v Akademii se může stát každý, kdo vytváří hodnoty v oblasti fantastiky, je doporučen nejméně dvěma stávajícími členy a přijat radou Akademie. Členem může být spisovatel, překladatel, ilustrátor, editor, organizátor fandomového hnutí, redaktor nakladatelství, časopisu či e-zinu, jenž se zabývá fantastikou.
Čestnými členy Akademie se stávají držitelé ceny Akademie a mohou se tak zapojit do její činnosti.

## Cena Akademie
viz hlavní článek: Cena Akademie SFFH
Cena je předávána každoročně v různých literárních a publikačních kategoriích.

## Valná hromada
Při Parconu Neratovice 2006 byla zorganizována Valná hromada Akademie (ASFFH)